# يانغ يي (لاعبة جمباز إيقاعي)
يانغ يي (بالصينية: 杨晔) هي لاعبة جمباز إيقاعي صينية، ولدت في 26 مايو 1994.

## وصلات خارجية
- يانغ يي على موقع الاتحاد الدولي للجمباز (biography) (الإنجليزية)
- يانغ يي على موقع أوليمبيديا (الإنجليزية)
- يانغ يي على موقع اللجنة الأولمبية الصينية (الإنجليزية)